# Hradec u Řepice
Hradec u Řepice je raně středověké slovanské hradiště na vrcholu kopce Hradec (511 m n. m.) v okrese Strakonice, asi tři kilometry severovýchodně od Strakonic a 1,5 km severozápadně od obce Řepice. Hradiště je chráněno jako kulturní památka.

## Historie
Výkopy na lokalitě probíhaly už na přelomu 18. a 19. století, ale první archeologický výzkum podnikl Bedřich Dubský ve dvacátých letech 20. století. Nalezené zlomky keramiky umožnily hradiště datovat do 9. století. Podle silných vrstev zuhelnatělé organické hmoty se dá usuzovat na násilný zánik hradiště. Hradiště pravděpodobně patřilo do soustavy pevností, které měly střežit strakonickou kotlinu.

## Stavební podoba
Hradiště o celkové rozloze asi tři hektary je trojdílné. Na západní přístupnější straně se nacházelo vnější a vnitřní předhradí, vymezené terasovitými stupni. Akropole s rozměry 80 × 35 metrů byla chráněná dvěma hradbami, z nichž se zachovaly kamenité valy, za kterými se nacházely příkopovité prohlubně. Vnější val je dlouhý 432 metrů, zatímco vnitřní měří 322 metrů. Samotná akropole se nacházela na plochém temeni kopce, jehož okraj lemovala palisáda nebo jiná forma dřevěného opevnění.
Opevnění vnějšího předhradí se v terénu nedochovalo. Vnitřní předhradí je v nejširším místě čtyřicet metrů široké a zužuje se směrem k severovýchodu, kde se jeho hradba napojovala na hradbu akropole. Z hradby předhradí se dochoval pět až sedm metrů široký val vysoký maximálně padesát centimetrů. Vnější hradbu akropole tvořila zeď z nasucho kladených kamenů, na kterou na vnitřní straně navazovala dřevěná roštovová konstrukce vyplněná hlínou. Val se dochoval v šířce deset až dvanáct metrů. Asi dvacet metrů za vnějším valem akropole vede vnitřní val, který je asi jeden metr vysoký a jeho šířka se pohybuje od osmi do deseti metrů.